# Collège de France
Collège de France (česky Francouzská kolej) je francouzská instituce, věnovaná vědám. Sídlí v Paříži v Latinské čtvrti (Quartier Latin) na Rue des Écoles, poblíž staré Sorbonny. Její historie začíná rokem 1530. Má statut tzv. grand établissement.

## Popis
Oficiálním posláním Collège de France je „učit vědění, které právě vzniká“ (Enseigner le savoir en train de se faire), moderně řečeno spojovat bádání a výuku. Má 54 profesorských míst, rozdělených do pěti oblastí:
- matematika
- fyzika
- ostatní přírodní vědy, včetně lékařství (medicíny)
- společenské vědy
- historie, jazyky (linguistika) a literatura

Collège de France pořádá pravidelné přednášky přístupné veřejnosti, nemá však žádné zapsané studenty, žádné studijní obory a neuděluje žádné tituly. Většina, ale ne všichni profesoři jsou Francouzi, dvě místa se vždy obsazují hostujícími profesory. Když se nějaké místo uvolní, rozhoduje sbor profesorů o tom, kdo na ně má být povolán. Profesura na Collège de France je ve Francii vrcholem vědecké kariéry.

## Historie
Roku 1530 založil král František I. na radu svého knihovníka, humanisty G. Budého Královskou kolej nebo také Kolej tří jazyků, protože se zde zpočátku vyučovala řečtina, hebrejština a latina. Profesoři byli hmotně zajištěni, později k oborům přibylo právo, matematika a medicína. Po revoluci roku 1789 se kolej přejmenovala na Národní kolej a od roku 1870 na Collège de France. Jejím heslem je od založení Docet omnia (Učí všemu).

## Slavní profesoři
Mezi profesory na Collège de France byly a jsou následující osobnosti:
- Raymond Aron, sociolog a filozof
- Émile Benveniste, jazykovědec a indoevropeista
- Henri Bergson, filozof a nositel Nobelovy ceny za literaturu,
- Claude Bernard, fyziolog,
- Marcellin Berthelot, chemik,
- Yves Bonnefoy, surrealistický básník,
- Pierre Boulez, hudební skladatel,
- Pierre Bourdieu, sociolog,
- Fernando Henrique Cardoso, brazilský sociolog a politik,
- Jean-François Champollion, egyptolog, který přečetl hieroglyfické písmo,
- Georges Cuvier, biolog,
- Jacques-Arsène d'Arsonval, fyzik,
- Pierre-Gilles de Gennes, nositel Nobelovy ceny za fyziku tekutých krystalů,
- Stanislas Dehaene, neurovědec,
- Lucien Febvre, historik ze „Školy análů“
- Michel Foucault, filozof,
- Ferdinand André Fouqué, geolog,
- Pierre Janet, psychiatr a psycholog,
- Frédéric Joliot, nositel Nobelovy ceny za fyziku,
- René Théophile Hyacinthe Laënnec, lékař, vynálezce stetoskopu,
- Paul Langevin, fyzik,
- Emmanuel Le Roy Ladurie, historik,
- Claude Lévi-Strauss, etnolog a antropolog,
- Szolem Mandelbrojt, matematik,
- Henri Maspéro, orientalista a sinolog,
- Jules Michelet, historik
- Adam Mickiewicz, polský spisovatel a revolucionář,
- Jacques Monod, nositel Nobelovy ceny za biochemii,
- Guillaume Postel, renesanční matematik, kartograf a lingvista,
- Edgar Quinet, historik,
- Henri Victor Regnault, fyzik a chemik,
- Louis Robert, historik a archeolog,
- Jean-Pierre Serre, matematik a topolog,
- Théodule-Armand Ribot, psycholog a filozof,
- Paul Valéry, básník a spisovatel,
- Francois Vatable, učitel hebrejštiny na původní Královské koleji,
- Jean-Pierre Vernant, klasický filolog, historik a filozof,
- Paul Veyne, historik starého Říma.